# Struan (Perth and Kinross)

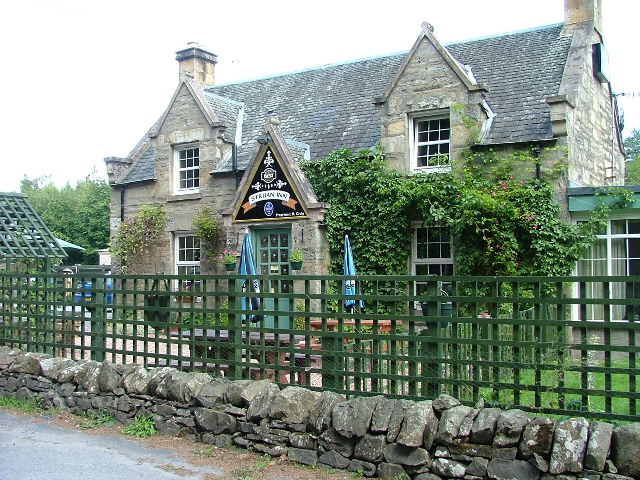
Gaststätte in Struan

Struan ist eine Ortschaft, die im Norden von Schottland zwischen Inverness im Nordwesten und Perth im Südosten in der Council Area Perth and Kinross liegt. Im Rahmen der historischen Gliederung Schottlands in Civil Parishes zählt es zu Blair Atholl, das zu Perthshire gehörte.

## Geographie
Struan liegt im Winkel zwischen dem Fluss Garry im Norden und dem ihm zufließenden Errochty Water im Süden. Im Osten befindet sich mit Old Struan eine Vorläufersiedlung. Ebenfalls in der Nähe, auf der gegenüberliegenden Seite des Garrys, liegt Calvine.

## Verkehr
Verkehrstechnisch zu erreichen ist Struan über die von Bruar nach Kinloch Rannoch führende B847. Nördlich des Ortes verläuft die Highland Main Line, deren Bahnhof Struan 1965 stillgelegt wurde.